# Quattro Giorni di Dunkerque 1971
La Quattro Giorni di Dunkerque 1971, diciassettesima edizione della corsa, si svolse dal 4 al 9 maggio su un percorso di 926 km ripartiti in 5 tappe (la terza e la quinta suddivise in due semitappe) più un cronoprologo, con partenza e arrivo a Dunkerque. Fu vinta dal belga Roger De Vlaeminck della Flandria-Mars davanti al suo connazionale Willy Van Malderghem e al tedesco Jürgen Tschan.

## Tappe
| Tappa  | Data     | Percorso                                        | km  | Vincitore di tappa   | Leader cl. generale  |
| ------ | -------- | ----------------------------------------------- | --- | -------------------- | -------------------- |
| Prol.  | 4 maggio | Dunkerque > Dunkerque (cron. individuale)       | 7,6 | Charly Grosskost     | Charly Grosskost     |
| 1ª     | 5 maggio | Dunkerque > Cambrai                             | 197 | Frans Verbeeck       | Charly Grosskost     |
| 2ª     | 6 maggio | Cambrai > San Quintino                          | 190 | Roger De Vlaeminck   | Roger De Vlaeminck   |
| 3ª-1ª  | 7 maggio | San Quintino > Valenciennes                     | 150 | Willy Van Malderghem | Willy Van Malderghem |
| 3ª-2ª  | 7 maggio | Valenciennes > Valenciennes (cron. individuale) | 1,4 | Willy Van Malderghem | Willy Van Malderghem |
| 4ª     | 8 maggio | Valenciennes > Dunkerque                        | 194 | Charly Grosskost     | Willy Van Malderghem |
| 5ª-1ª  | 9 maggio | Bailleul > Bailleul                             | 110 | Frans Verbeeck       |                      |
| 5ª-2ª  | 9 maggio | Dunkerque > Dunkerque                           | 76  | Barry Hoban          | Roger De Vlaeminck   |
| Totale | Totale   | Totale                                          | 926 |                      |                      |

## Dettagli delle tappe

### Prologo
- 4 maggio: Dunkerque > Dunkerque (cron. individuale) – 7,6 km

| Pos. | Corridore          | Squadra       | Tempo |
| ---- | ------------------ | ------------- | ----- |
| 1    | Charly Grosskost   | Bic           | 9'12" |
| 2    | Noël Vantyghem     | Hertekamp     | a 9"  |
| 3    | Roger De Vlaeminck | Flandria-Mars | a 17" |

| Pos. | Corridore        | Squadra | Tempo |
| ---- | ---------------- | ------- | ----- |
| 1    | Charly Grosskost | Bic     |       |

### 1ª tappa
- 5 maggio: Dunkerque > Cambrai – 197 km

| Pos. | Corridore          | Squadra       | Tempo    |
| ---- | ------------------ | ------------- | -------- |
| 1    | Frans Verbeeck     | Watney-Avia   | 4h50'35" |
| 2    | Roger De Vlaeminck | Flandria-Mars | s.t.     |
| 3    | Harry Jansen       | Sonolor       | s.t.     |

| Pos. | Corridore        | Squadra | Tempo |
| ---- | ---------------- | ------- | ----- |
| 1    | Charly Grosskost | Bic     |       |

### 2ª tappa
- 6 maggio: Cambrai > San Quintino – 190 km

| Pos. | Corridore          | Squadra       | Tempo    |
| ---- | ------------------ | ------------- | -------- |
| 1    | Roger De Vlaeminck | Flandria-Mars | 4h51'12" |
| 2    | Ronny Vanmarcke    | Flandria-Mars | a 2"     |
| 3    | Raymond Delisle    | Peugeot       | a 58"    |

| Pos. | Corridore          | Squadra       | Tempo |
| ---- | ------------------ | ------------- | ----- |
| 1    | Roger De Vlaeminck | Flandria-Mars |       |

### 3ª tappa - 1ª semitappa
- 7 maggio: San Quintino > Valenciennes – 150 km

| Pos. | Corridore            | Squadra     | Tempo    |
| ---- | -------------------- | ----------- | -------- |
| 1    | Willy Van Malderghem | Watney-Avia | 3h29'23" |
| 2    | Gerard Briend        | Hoover      | a 5"     |
| 3    | Maurice Eyers        | Watney-Avia | a 54"    |

| Pos. | Corridore            | Squadra     | Tempo |
| ---- | -------------------- | ----------- | ----- |
| 1    | Willy Van Malderghem | Watney-Avia |       |

### 3ª tappa - 2ª semitappa
- 7 maggio: Valenciennes > Valenciennes (cron. individuale) – 1,4 km

| Pos. | Corridore            | Squadra     | Tempo |
| ---- | -------------------- | ----------- | ----- |
| 1    | Willy Van Malderghem | Watney-Avia |       |
| 2    | Charly Grosskost     | Bic         | a 2"  |
| 3    | Barry Hoban          | Sonolor     | a 10" |

| Pos. | Corridore            | Squadra     | Tempo |
| ---- | -------------------- | ----------- | ----- |
| 1    | Willy Van Malderghem | Watney-Avia |       |

### 4ª tappa
- 8 maggio: Valenciennes > Dunkerque – 194 km

| Pos. | Corridore          | Squadra       | Tempo    |
| ---- | ------------------ | ------------- | -------- |
| 1    | Charly Grosskost   | Bic           | 4h47'26" |
| 2    | Pol Mahieu         | Watney-Avia   | s.t.     |
| 3    | Roger De Vlaeminck | Flandria-Mars | a 19"    |

| Pos. | Corridore            | Squadra     | Tempo |
| ---- | -------------------- | ----------- | ----- |
| 1    | Willy Van Malderghem | Watney-Avia |       |

### 5ª tappa - 1ª semitappa
- 9 maggio: Bailleul > Bailleul – 110 km

| Pos. | Corridore       | Squadra     | Tempo    |
| ---- | --------------- | ----------- | -------- |
| 1    | Frans Verbeeck  | Watney-Avia | 2h43'45" |
| 2    | Willy Teirlinck | Sonolor     | s.t.     |
| 3    | Yves Hézard     | Sonolor     | s.t.     |

| Pos. | Corridore | Squadra | Tempo |
| ---- | --------- | ------- | ----- |

### 5ª tappa - 2ª semitappa
- 9 maggio: Dunkerque > Dunkerque – 76 km

| Pos. | Corridore          | Squadra       | Tempo    |
| ---- | ------------------ | ------------- | -------- |
| 1    | Barry Hoban        | Sonolor       | 1h46'14" |
| 2    | Robert Mintkiewicz | Sonolor       | s.t.     |
| 3    | Roger De Vlaeminck | Flandria-Mars | s.t.     |

| Pos. | Corridore            | Squadra       | Tempo     |
| ---- | -------------------- | ------------- | --------- |
| 1    | Roger De Vlaeminck   | Flandria-Mars | 22h53'29" |
| 2    | Willy Van Malderghem | Watney-Avia   | a 55"     |
| 3    | Jürgen Tschan        | Peugeot       | a 59"     |

## Classifiche finali

### Classifica generale
| Pos. | Corridore            | Squadra                   | Tempo     |
| ---- | -------------------- | ------------------------- | --------- |
| 1    | Roger De Vlaeminck   | Flandria-Mars             | 22h53'29" |
| 2    | Willy Van Malderghem | Watney-Avia               | a 55"     |
| 3    | Jürgen Tschan        | Peugeot-BP-Michelin       | a 59"     |
| 4    | Raymond Delisle      | Peugeot-BP-Michelin       | a 2'04"   |
| 5    | Yves Hézard          | Sonolor-Lejeune           | a 2'11"   |
| 6    | Frans Verbeeck       | Watney-Avia               | a 2'17"   |
| 7    | Alain Santy          | Bic                       | a 2'32"   |
| 8    | André Mollet         | Peugeot-BP-Michelin       | a 2'41"   |
| 9    | Ronny Vanmarcke      | Flandria-Mars             | a 2'45"   |
| 10   | Gerard Briend        | Hoover-de Gribaldy-Wolber | a 2'53"   |